# Églises protestantes d'Allemagne face au nazisme
Les Églises protestantes d'Allemagne ont été confrontées au nazisme dès 1920 jusqu'à la fin de la Seconde Guerre mondiale, en 1945.

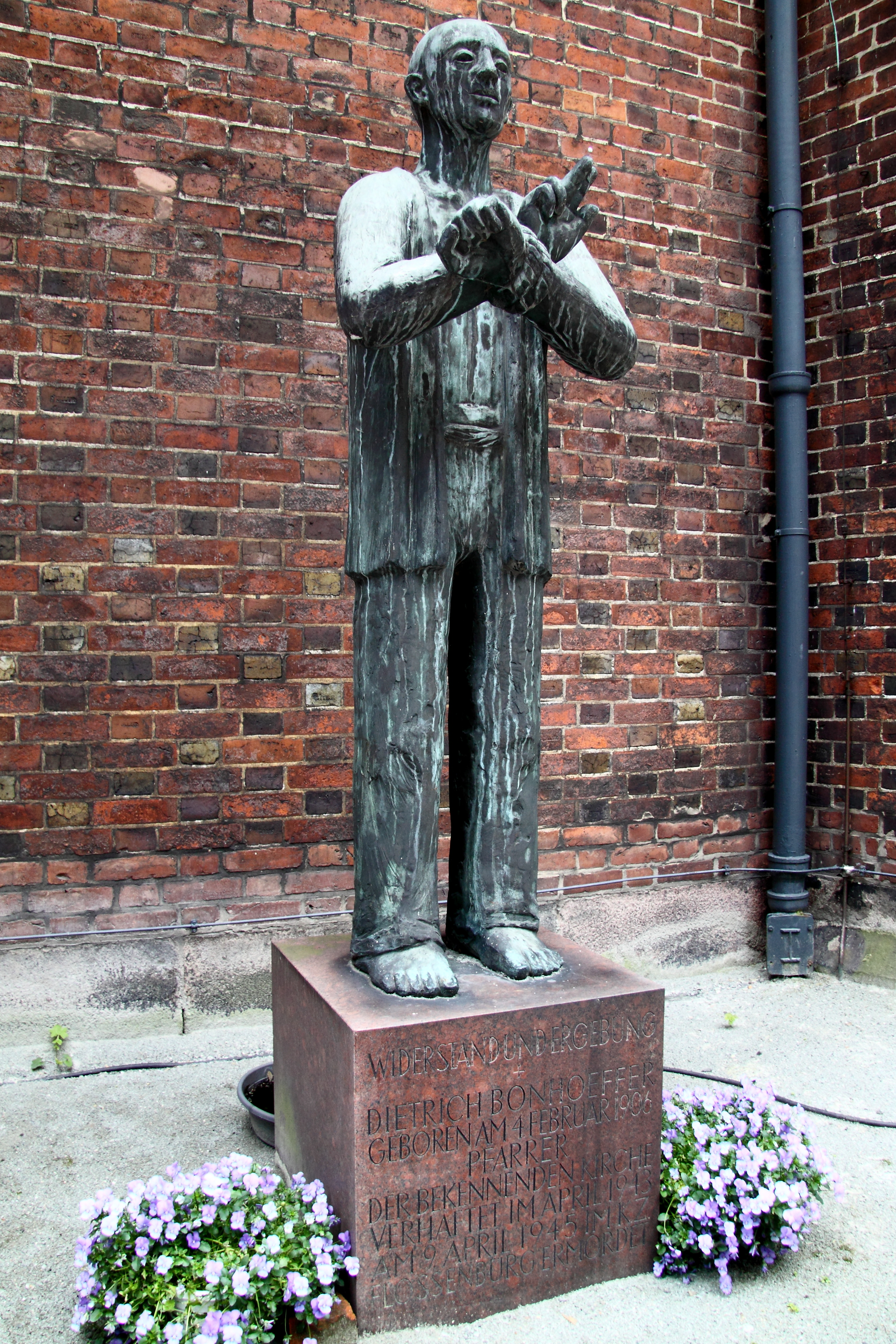
Statue à Hambourg du pasteur Bonhoeffer, un résistant au nazisme.

Certains partisans de la première heure d'Adolf Hitler furent issus des diverses églises protestantes (dites évangéliques) qui avaient conservé leur autonomie dans les Länder allemands. Ces Chrétiens allemands, tenant d'un « christianisme positif » censé unir les valeurs du national-socialisme et du christianisme parvinrent à prendre des positions clés lorsque les églises provinciales se regroupèrent en 1933 dans l'Église protestante allemande (Deutsche Evangelische Kirche, DEK). Même si leur influence diminua dès 1935, la majorité des Églises protestantes resta fidèle aux dirigeants du Troisième Reich, pendant toute son existence.  En réaction à ce soutien au nazisme, une Église confessante vit le jour ; minoritaire, elle n'en fut pas moins une des composantes de la Résistance allemande au nazisme.

## Historique
Jusqu'à la fin de la Première Guerre mondiale, les églises protestantes d'Allemagne - dont la majorité est luthérienne et une minorité significative est réformée - sont étroitement liées aux différentes monarchies des états allemands (Voir les articles Confédération du Rhin, Confédération germanique, Confédération de l'Allemagne du Nord, Empire allemand). L'expression Landeskirche (Église d'État) signifie originellement qu'il s'agit de l'église officielle de l'État allemand considéré, selon le principe Cujus regio, ejus religio. Dans certains états, le prince local, duc, grand-duc ou roi, comme le roi de Prusse, est également le chef de l'Église, à l'image de l'Église anglicane, dirigée par les souverains depuis Henri VIII d'Angleterre, réunissant ainsi pouvoir temporel et pouvoir spirituel. C'est particulièrement le cas en Prusse, où le roi Frédéric-Guillaume III a poussé les églises luthériennes et réformées à s'unir au sein de l'Église protestante de l'Union prussienne, directement placée sous l'autorité du "Ministère prussien des affaires spirituelles, éducatives et médicales". Cet état de choses commence à se modifier avec l'émergence de l'idée de liberté religieuse aux  XVIIIe  et  XIXe siècles ; le changement majeur se produit en 1918, avec la naissance de la République de Weimar et l'abdication des princes allemands. Cette évolution n'empêche cependant pas certaines églises de continuer à s'appeler Landeskirchen et de conserver leurs noms officiels. Mis à part le cas de la Prusse et quelques changements mineurs, les territoires des différentes églises continuent à correspondre à la carte politique de l'Allemagne en 1848. 
Après la défaite de l'Allemagne à la fin de la Première Guerre mondiale, l'empire est transformé en une république qui proclame la séparation de l’Église et de l’État, ce qui met fin aux liens institutionnels entre les états et les églises. Bien que des tentatives d'unification aient déjà eu lieu auparavant, ce n'est qu'en juillet 1933 que l'on assiste à la formation de la Deutsche Evangelische Kirche ou DEK (Église protestante allemande), qui marque l'union des 28 Landeskirchen. La DEK remplace la Deutscher Evangelischer Kirchenbund (Ligue des Églises protestantes d'Allemagne) formée en 1922.

## Le noyautage des Églises par les chrétiens allemands
Au début des années 1930, la montée du nazisme à laquelle on assiste dans de nombreuses sphères de la société allemande touche également les Églises luthériennes. De par leur passé d'Églises d'État, les Églises protestantes disposent de fort soutiens chez les dirigeants prussiens conservateurs ainsi que chez les fonctionnaires et les militaires. Si l'on trouve tant au sein du mouvement völkisch qu'à l'intérieur du parti nazi des athées convaincus, des adversaires irréductibles des Églises ou des partisans d'un néo-paganisme, comme Martin Bormann, Reinhard Heydrich, Alfred Rosenberg ou Heinrich Himmler, on retrouve également au sein de NSDAP un noyau de personnes qui croit sincèrement à la possibilité d'établir des liens entre le national-socialisme et le christianisme protestant pour créer un « christianisme positif ». Cette position est formulée dès 1920 dans le point 24 du programme du parti, par Hanns Kerrl qui deviendra ministre des Affaires religieuses en 1935.
En 1933, le parti nazi peut non seulement compter sur la bienveillance des milieux protestants, mais aussi sur un noyau de sympathisants particulièrement actifs qui s'est constitué en faction, sous la dénomination de  Glaubenbewegung Deutsche Christen (Mouvement confessionnel des chrétiens allemands, ou, en abrégé, Chrétiens allemands.) C'est sous leur influence que s'effectue la fusion des différentes églises dans la DEK. Les chrétiens allemands constituent ainsi une fraction nationale-socialiste au sein de l'Église protestante sous la direction de leur « Führer » Joachim Hossenfelder. Adolf Hitler, nouveau chancelier, soutient l'unification des églises luthériennes qui s'est déroulée parallèlement aux négociations avec les catholiques qui aboutissent, en juillet 1933, à la signature du concordat entre le Saint-Siège et le Reich allemand .
Les chrétiens allemands qui ont obtenu environ un tiers du total des voix lors des élections sur le territoire de l'Église protestante de l'Union vieille-prussienne réussissent à noyauter le premier Nationalsynode et à faire élire l'ancien aumônier militaire Ludwig Müller au poste nouvellement créé d'« évêque du Reich ». Müller ne parvient pas à assurer durablement son autorité sur les Landeskirchen, mais après la nomination de Hanns Kerrl comme « ministre du Reich pour les questions religieuses », par décret du 16 juillet 1935, et la fondation de Église protestante du Reich, la DEK ne joue plus qu'un rôle mineur.
Le 13 novembre 1933, lors d'une réunion au Palais des sports de Berlin, les chrétiens allemands annoncent un certain nombre de mesures qui visent à nazifier, de fait, l'Église évangélique, notamment la proclamation du Führerprinzip, c'est-à-dire du « principe d'autorité », l'élimination des éléments juifs de la Bible et l'introduction d'un paragraphe d'aryanité qui impliquait l'exclusion des pasteurs d'origine juive ou mariés à des juives. Le danger de voir le protestantisme infiltré et submergé par l'idéologie national-socialiste suscite une mobilisation des forces hostiles à une telle évolution.

## La réaction contre les Chrétiens allemands: l'Église confessante
Déjà, le 21 septembre 1933, un groupe de pasteurs s'était organisé en une « ligue de détresse Bekenntniskirsche » ou Église confessante. À la suite de la réunion des Chrétiens allemands au palais des Sports, en janvier 1934, 7000 pasteurs regroupés autour de Martin Niemöller protestent notamment contre l'introduction du « paragraphe aryen »,. 
Ce groupe d'opposants et un autre groupe de réformés regroupés autour de Karl Barth se retrouvent au synode de Barmen, dans la banlieue de Wuppertal du 29 au 31 mai 1934. Il y est adoptée la déclaration de Barmen, qui proclame que l'Église d'Allemagne n'est pas un « organisme d'État » et n'a d'autres fondement que la Parole de Dieu. Finalement, c'est une nouvelle Église, présidée par un Conseil fraternel du Reich qui est issue du synode de Barmen. Parmi les dix-huit Églises provinciales représentées à Barmen, celles de Bavière, de Wurtemberg et de Hanovre sont dites intactes parce qu'elles n'avaient pas élu à leur tête des chrétiens allemands. Ces Églises intactes sont représentées à Barmen par leurs propres évêques. Le synode de Berlin-Dahlem tenu les 19 et 20 octobre 1934, dote la nouvelle église d'une « Direction provisoire », c'est-à-dire une instance concurrente de l'Épiscopat du Reich détenu par Ludwig Müller.
Ce regroupement massif au sein de l'Église confessante va se diviser rapidement. L'opposition frontale avec l'Épiscopat du Reich reconnu officiellement par le pouvoir est défendue par les plus intransigeants comme Dietrich Bonhoeffer qui soutient que « celui qui se sépare sciemment de l'Église confessante en Allemagne se sépare du salut  ». Cette intransigeance qui implique une hostilité déclarée au régime ne fait pas l'unanimité. En 1936 les évêques des Églises intactes se retirent de la Direction provisoire et forment avec d'autres représentants d'Églises provinciales un « Conseil de l'Église évangélique luthérienne d'Allemagne ». Niemöller fait partie de ceux qui ne sont pas radicalement opposés au régime : En septembre 1933, il fonde la Ligue de détresse, mais en novembre de la même année, il envoie un télégramme à Hitler pour le féliciter de retirer l'Allemagne de la Société des Nations, « acte utile à l'intérêt national ».

## La ligne médiane
Entre les deux extrêmes constitués par les chrétiens allemands et l'Église confessante, une ligne médiane se dégage, dont l'audience relative est la plus grande pendant la durée de la Seconde Guerre mondiale. À la demande du ministère des affaires ecclésiastiques Hanns Kerrl, un « Comité directeur de l'Église évangélique allemande» est désigné en 1937 par la Conférence des chefs d'Église. L'évêque de Hanovre August Marahrens (en), l'un des trois chefs des Églises intactes a été la personnalité la plus représentative du Conseil. Le Conseil, fidèle à l'attitude traditionnelle des luthériens, déférents vis-à-vis du pouvoir, a le souci de ne pas rompre le contact avec les représentants du pouvoir. Un autre évêque du synode de Barmen, Theophil Wurm s'efforce à travers la Conférence des chefs d'Églises de regrouper tous les protestants du pays à l'exception des chrétiens allemands dans un organisme unitaire.
La Direction provisoire de l'Église confessante reste dans la ligne d'opposition au régime et envoie le 4 juin 1936 une lettre adressée directement à Hitler dans laquelle elle s'inquiète de l'habitude prise par certains fidèles de faire au Führer « des dévotions dans une forme due à Dieu seul ». Cette lettre est également parvenue à l'étranger, ce qui provoque l'arrestation du conseiller juridique de la Direction provisoire, responsable présumé de la fuite. Dans le but de revaloriser la position des Chrétiens allemands, Hitler décide que des élections religieuses se tiendraient le 15 février 1937, mais il doit finalement retirer son projet, car cette initiative a provoqué la formation d'un front unique contre les Chrétiens allemands,.
En fait, le régime national-socialiste renonce à procéder à une mise au pas institutionnelle de l'Église protestante, mais il décide aussi de combattre plus durement les actes d'opposition de l'Église évangélique, ce qui se traduit par exemple par une nouvelle arrestation du pasteur Niemöller par la Gestapo. À la conception d'une Église soumise à l'État se substitue celle de Rosenberg et de Bormann qui implique des Églises séparées de l'État, décentralisées et finalement réduites à la condition de simples associations privées. Cette nouvelle politique, de séparation totale de l'Église est officialisée dans le discours au Reichstag du 30 janvier 1939.
S'il est complètement indépendant de l'Église protestante du Reich et des Chrétiens allemands, le Comité directeur de Maharens maintient une position de loyalisme à l'égard du pouvoir: Le 20 novembre 1936, les trois évêques luthériens contresignent une déclaration où ils se rangent « derrière le Führer dans le combat vital du peuple allemand contre le bolchevisme ». Au printemps 1939, alors que l'Église du Reich vient d'affirmer que le national-socialisme « poursuit l'œuvre de Martin Luther au plan idéologique et politique », les évêques luthériens donnent aux membres de l'Église évangélique la directive de « s'associer complètement à l'œuvre de construction politique et populaire du Führer » et reconnaissent que s'impose « une politique raciale sérieuse et consciente de ses responsabilités » pour la « pureté » du peuple.
Maharens est taxé d'opportunisme par des confessants. Dietrich Bonhoeffer approuve la qualification de trahison donnée par certains théologiens à sa politique. D'après Xavier de Montclos, l'évêque de Hanovre estimait qu'une Église officiellement reconnue serait mieux à même qu'un groupe protestataire de protéger le christianisme allemand des menaces qui pesaient sur lui.

## Les Églises protestantes et la guerre
Pendant la durée de la guerre, l'Église évangélique allemande reste, en gros, loyale à Hitler et au pouvoir. Le 1er septembre 1939, les armées hitlériennes envahissent la Pologne. Dès le lendemain, l'Église évangélique appelle les fidèles à prier pour le Führer et pour le Reich « pour que le sang allemand soit réuni au sang allemand ». Les dirigeants de l'Église catholique ayant fait preuve du même esprit patriotique, Hitler interdit d'entreprendre quelque action que ce soit vis-à-vis des Églises en Allemagne pendant la durée du conflit.
À l'automne 1939, Rosenberg qui a le titre de « chargé d'affaires par le Führer pour la surveillance de l'Éducation et de la formation idéologique et spirituelle du NSDAP » tente de renforcer sa position en se faisant attribuer des droits sur les autorités de l'État. Le ministre des affaires religieuses Hanns Kerrl se montre alors son adversaire le plus déclaré en mettant en avant que le nom de Rosenberg est un symbole de l'hostilité à l'Église et au christianisme et que le Troisième Reich a besoin du christianisme et des Églises parce qu'il n'a rien à mettre à la place de la religion et de la morale chrétienne. Le 21 février 1940, Hitler donne raison à Kerrl et ne signe pas le projet de Rosenberg. 
L'Église confessante est sévèrement réprimée : Martin Niemöller est arrêté le 1er mars 1937 et passe la durée de la Seconde Guerre mondiale dans des camps de concentration, Sachsenhausen puis Dachau, mais en quartier spécial, ce qui le met à l'abri des mesures arbitraires de la SS. Dietrich Bonhoeffer est arrêté en 1943 et envoyé d'abord à la prison de Tegel puis à Buchenwald et Flossenbürg.

## Les Églises protestantes allemandes face à la persécution et l'extermination des juifs
C'est à l'Église confessante que le Protestantisme allemand doit d'avoir fait un pas décisif pour s'affranchir d'une tradition séculaire de soumission à l'autorité. Les confessants ont également été les seuls à se prononcer publiquement sur la question juive. En 1936 la direction provisoire de l'Église confessante dépose un mémoire sur la question juive qui est une déclaration nette et vigoureuse. En 1938 les confessants ouvrent un bureau de secours aux chrétiens non aryens sous la direction du pasteur Heinrich Grüber (en). En décembre 1940, la Gestapo ferme cet organisme et envoie ses dirigeants en camp de concentration et dès lors les membres de l'Église confessante doivent se limiter à des actions de secours individuelles.
En 1943, un groupe de laïcs confessants demandent solennellement à Hans Meiser (en), évêque de l'Église intacte de Bavière de faire passer le message « L'Église doit confesser qu'elle est le véritable Israël[...]. Elle ne peut continuer longtemps à se sauver elle-même en faisant le silence sur les attaques dont les Juifs sont les victimes ». Meiser ne donne pas suite à cette adresse, mais l'évêque de Hanovre Theophil Wurm qui a connaissance de ce texte, écrit le 12 mars 1943 au ministre des Affaires ecclésiastiques du Reich que les Églises qui ont jusqu'alors gardé le silence pour que l'ennemi n'exploite leurs protestations à des fins de propagande ne pourraient plus désormais s'en tenir à cette attitude. Wurm avait déjà fait état des massacres de Juifs et de Polonais dans une lettre au ministre de l'Intérieur du Wurtemberg datée de janvier 1943. Il s'adressera aussi à Himmler, Lammers et Hitler lui-même, mais il ne mettra pas à exécution la menace proférée dans la lettre du 12 mars 1943.
Les 16 et 17 octobre 1943, les confessants se réunissent à Breslau et publient ensuite une Note sur l'interprétation du cinquième commandement dans laquelle la politique d'extermination nazie est décrite en 21 points et déclarée contraire à la parole de Dieu. Un mois plus tôt, la conférence des évêques catholiques de l'ouest avait fait lire en chaire une lettre collective sur le Décalogue dans laquelle il était écrit que le massacre de personnes innocentes « de races et d'origine étrangères » était toujours un mal moral, fût-il exécuté sur ordre des autorités. Le texte protestant s'exprime en termes presque identique: « Assassiner des hommes parce qu'ils appartiennent à une race étrangère[...] ne peut être considéré comme l'exercice de Dieu par l'État ». Les Juifs n'étant pas nommés, les fidèles allemands de l'époque peuvent aussi ben penser au massacre de populations polonaises ou russes qu'au génocide juif.

## Les Églises protestantes et l'État hitlérien
Martin Broszat, qui s'est interrogé sur les conditions qui avaient rendu possible l'avènement de l'État Hitlérien, a abordé la question de l'implication des Églises évangéliques, que ce soit dans la montée des nazis vers le pouvoir, ou des possibilités de résistance au nazisme de la part de la société allemande.
Le christianisme et le marxisme étaient fondamentalement inconciliables, mais le nazisme s'en est pris surtout à l'Église catholique à cause de son caractère universel et supranational et de sa forte indépendance institutionnelle. Le catholicisme romain était considéré par l'idéologie völkisch à côté du judaïsme et du marxisme comme un ennemi bien particulier de la Weltanschauung « nordico-germanique ». Si un département « catholicisme politique » a existé au sein de la Gestapo et du SD, l'Église protestante ne fut jamais considérée comme un adversaire idéologique de principe.
La guerre a servi de prétexte à Heydrich et à certains Gauleiters pour tenter de renforcer la lutte contre les Églises. Une circulaire interne de Bormann précisait que « Le national-socialisme et le christianisme étaient inconciliables ». Mais Hitler ne s'est jamais risqué à prendre des mesures globales de persécutions contre les Églises. D'après Martin Broszat, le Führer craignait par-dessus tout d'avoir à affronter un large mouvement d'opposition religieuse.
Après l'arrestation de Martin Niemöller, Broszat note que même dans ce cas, le régime national-socialiste se trouva, de manière surprenante, contraint de faire preuve de tolérance vis-à-vis de l'Église protestante, attitude qu'il avait depuis longtemps abandonnée à l'égard d'autres opposants, y compris des représentants de l'Église catholique. Pour Broszat, ces affrontements avec l'Église protestante montrent combien était étroite la liberté de mouvement de la direction nationale-socialiste, car ces groupes plus ou moins larges de pasteurs, d'évêques et de communautés ecclésiastiques sont représentatifs de couches conservatrices protestantes beaucoup plus larges incluant des hauts fonctionnaires, des officiers de la Wehrmacht et des magistrats. Cette situation des protestants est singulière, souligne Broszat, en ce sens que certains sont parvenus à se regrouper derrière des responsables des Églises et que la protection dont ils ont bénéficié des forces conservatrices qui soutenaient le Reich a été efficace.
Broszat s'étend sur le cas de Walter Hobohm, un professeur de lycée, qui se réclame de l'Église confessante et pour cette raison a demandé de ne plus faire partie de la ligue des enseignants nationaux-socialistes (NSLB). Pendant des années, le dossier d'Hobohm circule dans les différentes administrations sans que nul n'ose prendre de décision claire à son égard. Broszat conclut: L'acceptation explicite par des représentants du parti des convictions des chrétiens de l'Église confessante permettent de mesurer les difficultés rencontrées par le régime pour recourir à la répression brutale dans ce genre de situation.

## Annexe